# Aranypityer
Az aranypityer  (Tmetothylacus tenellus) a madarak osztályának verébalakúak (Passeriformes) rendjébe és a billegetőfélék (Motacillidae) családjába tartozó Tmetothylacus nem egyetlen faja.

## Előfordulása
Afrika keleti részén Etiópia, Kenya, Uganda, Tanzánia és Dél-Szudán területén honos. Nyílt szavannák lakója.

## Megjelenése
Testhossza 15-16 centiméter, testtömege 20 gramm.

## Életmódja
Rovarokkal táplálkozik, mint a lepkék, méhek, darazsak, sáskák és a hangyák.

## Szaporodása
A talajra, bokrok alá készíti csésze alakú fészkét.